# Cataulacus greggi
Cataulacus greggi är en myrart som beskrevs av Bolton 1974. Cataulacus greggi ingår i släktet Cataulacus och familjen myror. Inga underarter finns listade.